# Отблизо с Мира Добрева
„Отблизо с Мира Добрева“ е предаване на Българската национална телевизия, излъчвало се между септември 2011 и март 2020 година и отново от май 2020 г. Негов автор и водещ е Мира Добрева, а в последния телевизионен сезон на предаването (2019 – 2020) тя отстъпва назад и предава щафетата на дотогавашните лица на предаването с рубрики Боряна Граматикова и Деян Спасов.
„Отблизо“ е известно с поредицата си „Столетниците на България“, в която Добрева пътува из цяла България и представя житейската история на навършилите век.
През май 2020 г. предаването е върнато на екран с водещ, единствено Граматикова.
През септември 2021 г. Граматикова излиза в майчинство, а Мира Добрева се завръща като водещ на предаването.